# Гифорд (Јужна Каролина)
Гифорд (енгл. Gifford) град је у америчкој савезној држави Јужна Каролина.

## Демографија
По попису из 2010. године број становника је 288, што је 82 (-22,2%) становника мање него 2000. године.
| Група             | 2000.       | 2010.       |
| Белци             | 23 (6,2%)   | 12 (4,2%)   |
| Афроамериканци    | 343 (92,7%) | 271 (94,1%) |
| Азијати           | 0 (0,0%)    | 0 (0,0%)    |
| Хиспаноамериканци | 0 (0,0%)    | 0 (0,0%)    |
| Укупно            | 370         | 288         |